# Operador de Jacobi
Un operador de Jacobi, también llamado matriz de Jacobi, es un operador lineal simétrico que actúa sobre sucesiones, dado por una matriz tridiagonal infinita. Se suele usar para determinar sistemas de polinomios ortonormales con respecto de una medida de Borel positiva y finita. Lleva el nombre de Carl Gustav Jakob Jacobi.
El nombre proviene de un teorema de Jacobi, que data de 1848 y establece que toda matriz simétrica sobre un dominio de ideales principales es congruente a una matriz tridiagonal.

## Operadores de Jacobi autoadjuntos
El caso más importante es el de los operadores de Jacobi autoadjuntos que actúan sobre el espacio de Hilbert de las sucesiones de cuadrado sumable sobre los enteros positivos {\displaystyle \ell ^{2}(\mathbb {N} )}. Este tipo de operadores vienen dados por:
{\displaystyle Jf_{0}=a_{0}f_{1}+b_{0}f_{0},\quad Jf_{n}=a_{n}f_{n+1}+b_{n}f_{n}+a_{n-1}f_{n-1},\quad n>0,}
donde los coeficientes se toman de tal manera que
{\displaystyle a_{n}>0,\quad b_{n}\in \mathbb {R} .}
El operador será acotado si y solo si los coeficientes están acotados.
Este tipo de operador presenta estrechas conexiones con la teoría de los polinomios ortogonales. De hecho, la solución {\displaystyle p_{n}(x)} de la relación de recurrencia
{\displaystyle J\,p_{n}(x)=x\,p_{n}(x),\qquad p_{0}(x)=1{\text{ and }}p_{-1}(x)=0,}
es un polinomio de grado n. Además, estos polinomios forman un conjunto ortonormal con respecto de la medida espectral correspondiente al primer vector de la base, {\displaystyle \delta _{1,n}}.
Esta relación de recurrencia también se puede escribir como:
{\displaystyle xp_{n}(x)=a_{n+1}p_{n+1}(x)+b_{n}p_{n}(x)+a_{n}p_{n-1}(x)}

## Aplicaciones
Surge en muchas áreas de las matemáticas y la física. El caso a(n) = 1 se conoce como el operador de Schrödinger unidimensional discreto. También aparece en:
- El par de Lax de la red de Toda.
- La relación de recurrencia de tres términos de polinomios ortogonales sobre una medida de Borel positiva y finita.
- Algoritmos ideados para calcular reglas de cuadratura de Gauss, derivadas de sistemas de polinomios ortogonales.[1]

## Generalizaciones
Al considerar un espacio de Bergman, en concreto el espacio de funciones holomorfas de cuadrado integrable sobre un dominio, se le puede dotar siempre de una base de polinomios ortogonales, los polinomios de Bergman. En este caso, el análogo al operador de Jacobi tridiagonal es el operador de Hessenberg, una Matriz de Hessenberg infinita. El sistema de polinomios ortogonales viene dado por:
{\displaystyle zp_{n}(z)=\sum _{k=0}^{n+1}D_{kn}p_{k}(z)}
con {\displaystyle p_{0}(z)=1}. Aquí, D es el operador de Hessenberg que generaliza el operador de Jacobi tridiagonal J para este caso. Obsérvese que D es el operador dado por:
{\displaystyle [Df](z)=zf(z)},
que aumenta en 1 el grado de los monomios de {\displaystyle p_{n}(z)}. Los ceros del polinomio de Bergman {\displaystyle p_{n}(z)} corresponden a los valores propios de la submatriz principal {\displaystyle n\times n} de D. Es decir, los polinomios de Bergman son los polinomios característicos de las submatrices principales del operador D.